# Варшавский филармонический оркестр
Варшавский филармонический оркестр, оркестр Варшавской национальной филармонии (пол. Orkiestra Filharmonii Narodowej w Warszawie) — польский симфонический оркестр, базирующийся в Варшаве. Основан в 1901 г.

## История
Оркестр дал первый концерт 5 ноября 1901 года в специально построенном концертном зале, общий облик которого архитектор Кароль Козловский создал с оглядкой на здание парижской Гранд Опера; оркестр под управлением Эмиля Млынарского и пианист Игнацы Падеревский исполнили программу, целиком составленную из произведений польских композиторов. До Второй мировой войны оркестр стал заметным явлением на европейской музыкальной сцене. Своими произведениями дирижировали в Варшаве Эдвард Григ, Руджеро Леонкавалло, Артюр Онеггер, Сергей Прокофьев, Морис Равель, Сергей Рахманинов, Игорь Стравинский, Рихард Штраус; с оркестром выступали такие солисты, как Клаудио Аррау, Леопольд Ауэр, Эжен Изаи, Пабло Казальс, Пабло Сарасате, Жак Тибо, Яша Хейфец, Фёдор Шаляпин. Начиная с 1927 г. Варшавский филармонический оркестр аккомпанировал финалистам Международного конкурса пианистов имени Шопена.
При взятии Варшавы немецко-фашистскими войсками в 1939 г. здание филармонии было сожжено, а в ходе подавления Варшавского восстания практически стёрто с лица земли. Половина музыкантов оркестра погибла за время Второй мировой войны. Тем не менее в 1947 г. оркестр открыл новый сезон. В 1955 г. открылось и новое здание филармонии (открытие было приурочено к V Конкурсу пианистов имени Шопена), в ознаменование этого события филармонии (и оркестру вместе с ней) было присвоено звание Национальной.

## Музыкальные руководители
- Эмиль Млынарский (1901—1905)
- Зыгмунт Носковский (1906—1908)
- Генрик Мельцер-Щавиньский (1908—1909)
- Гжегож Фительберг (1909—1911)
- Здзислав Бирнбаум (1911—1918)
- Роман Хойнацкий (1918—1938)
- Юзеф Озиминьский (1938—1939)
- Ольгерд Страшиньский (1945—1946)
- Анджей Пануфник (1946—1947)
- Ян Маклакевич (1947—1948)
- Витольд Рудзинский (1948—1949)
- Владислав Рачковский (1949—1950)
- Витольд Ровицкий (1950—1955)
- Богдан Водичко (1955—1958)
- Витольд Ровицкий (1958—1977)
- Казимеж Корд (1977—2001), затем получил звание почётного дирижёра.
- Антоний Вит (2002—2013)
- Яцек Каспшик[пол.] (2013—2019)
- Андрей Борейко (с 2019)